# Artisto (репер)
Artisto (Ростислав Хитряк, офіційне прізвище Бьоме; нар. 13 жовтня 1984, м. Львів) — український співак-репер, та актор. Автор пісні «Revolution Ukraine» або «Гімну змін для України», який визнано неофіційним гімном Революції гідності.

## Життєпис
Мати Ростислава їздила на заробітки за кордон, зокрема, в Німеччину. Коли Ростиславу виповнилося 16 років, мама наважилася перебратися за кордон із сином, від 2000 року проживає в Німеччині.
Після закінчення гімназії Ростислав вступив на юридичний факультет, але за рік зрозумів, що юридична освіта не для нього. Тому переїхав до Кельна і здобув акторську освіту в Театральній академії. Щоб заробити на навчання, працював прибиральником, у друкарні, на конвеєрі, на будівництві.

## Громадська діяльність
Заснував у Німеччині благодійну організацію United World Organisation [Архівовано 16 січня 2017 у Wayback Machine.] і збирає гуманітарну допомогу для українських сиріт, пенсіонерів та безпритульних.
У 2016 році започаткував Всеукраїнський та міжнародний проект «Діти — майбутнє України», метою якого є дати шанс дітям та молоді України, з різних соціальних площин, сформуватися у свідомих, самодостатніх, емоційно і духовно розвинених особистостей. Команда відвідує дітей, які проживають у різних регіонах України та належать до найрізноманітніших соціальних верств, статусу. Окрім спілкування, ключовим елементом педагогічного процесу є музика. Ідею підтримали українська діаспора у Вашингтоні, благодійна організація «United World Organisation» і пенітенціарне душпастирство Української греко-католицької церкви.
Проект розпочався у святогірському санаторії «Перлина Донеччини», де проходили реабілітацію діти переселенців і вихованці інтернатів. Потім були Миколаїв, Вінниця, Борислав, Прилуки. Під час другого туру (1—6 лютого) артист зустрічався з вихованцями виправних колоній України.

## Творчість
Пісня «Revolution Ukraine» звучить у фільмі українського блогера і фотографа Сергія Якименка Ціна Демократії.
Працює над піснею для «Євробачення».
Окремі пісні
- пісня «Revolution Ukraine» або «Гімн змін для України» (слова авторські, музика — Німецького композитора Акселя[de])[8] — кліп на пісню зняв за допомогою друзів й виставив його в інтернеті на день Незалежності України — 24 серпня 2013 року.
- пісня «Инструкция к миру»[7]

Також знімається в кіно.